# سد وادي حلي
سد وادي حلي يقع على وادي حلي في محافظة القنفذة بمنطقة مكة المكرمة غرب المملكة العربية السعودية، وهو من أضخم المشاريع التي نفذتها الحكومة السعودية لتأمين المياه وتنمية مصادرها.
ويعتبر هذا السد من أكبر السدود في المملكة العربية السعودية من حيث الحجم والطاقة التخزينية للمياه، حيث يصل ارتفاعه إلى 95 متر وتبلغ طاقته التخزينية 250 مليون متر مكعب كثاني أكبر السدود في المملكة. ويعتبر وادي حلي أحد أكبر الأودية بالجزيرة العربية حيث يزيد طوله عند موقع السد عن 145 كيلومتر، كما يتميز الوادي بارتفاع معدلات هطول الأمطار في منابعه وروافده.
ويعمل السد أيضاً على توفير مياه الشرب وازدهار وتنمية الزراعة بالمنطقة وماحولها نتيجة المردود الإيجابي من تغذية الطبقة الجوفية وزيادة المخزون المائي وتعويض المسحوب منها لا سيما أن المنطقة تتميز بتكويناتها الرسوبية الحاملة للمياه قليلة العمق ويعمل في الوقت نفسه على درء أخطار الفيضانات التي تهدد مدينة حلي والبلدات والقرى والمناطق الزراعية على امتداد هذا الوادي.

## الهندسة الإنشائية للسد
إن ضخامة سد وادي حلي تتبع أساساً من ضخامة حجمه وكمية المواد المستخدمة في إنشائه حيث أنه سد خرساني يبلغ ارتفاعه 95 متر وطوله 384 أمتار ، ويحتوي على مفيض في قمة السد بطول 168 متر، يعلوه جسر خرساني تم إنشاؤه من بلاطات سابقة الإجهاد.

## التكاليف الإجمالية للمشروع
بلغت التكلفة الإجمالية لمشروع سد وادي حلي حوالي 60,400,000 دولار أمريكي (227 مليون ريال سعودي)

## وصلات خارجية
الموقع الرسمي لوزارة المياه والكهرباء